# Districtele Ciprului
Districtele (greacă επαρχίες) sunt diviziunile teritoriale ale Ciprului. Există șase districte, fiecare purtând numele capitalei. Datorită separației insulei în 1974, o parte din acestea se află în Republica Turcă a Ciprului de Nord. Cele două entități sunt separate de Zona de demarcație a Națiunilor Unite în Cipru, iar teritoriile Akrotiri și Dhekelia, aflate în partea de sud a insulei, sunt teritorii dependente ale Regatului Unit unde se află două baze militare britanice.
Cele șase districte sunt:
| Nume      | în greacă                | în turcă         |
| --------- | ------------------------ | ---------------- |
| Famagusta | Αμμόχωστος (Ammochostos) | Gazimağusa       |
| Kyrenia   | Κερύvεια (Keryneia)      | Girne            |
| Larnaca   | Λάρνακα (Larnaka)        | Larnaka          |
| Limassol  | Λεμεσός (Lemesos)        | Limasol/Leymosun |
| Nicosia   | Λευκωσία (Lefkosia)      | Lefkoșa          |
| Paphos    | Πάφος (Pafos)            | Baf              |